# Cryptachaea banosensis
Cryptachaea banosensis là một loài nhện trong họ Theridiidae.
Loài này thuộc chi Cryptachaea. Cryptachaea banosensis được Herbert Walter Levi miêu tả năm 1963.